# Parada Cañada Mariano
Parada Cañada Mariano es un paraje rural del Partido de Adolfo Alsina, provincia de Buenos Aires, Argentina

## Población
Durante los censos nacionales del INDEC de 2001 y 2010 fue considerada como población rural dispersa.
- Datos: Q6060665